# Roos Van Acker
Roos Van Acker (Eeklo, 13 oktober 1976) is een Vlaamse radio- en tv-presentatrice en zangeres.

## Biografie
Van Acker studeerde Germaanse Talen aan de Rijksuniversiteit Gent. Nadat ze afgestudeerd was, gaf ze een tijdje voordracht en dictie aan kinderen.

### Carrière
Ze werd in de jaren 1990 in België bekend als zangeres van de groep Eden. Na de verschijning van hun eerste album vroeg TMF, dat toen net gestart was, Van Acker om presentatrice te worden. Ze ging in op het voorstel en presenteerde elke weekdag een programma. In een interview met Humo liet ze weten dat ze daarmee slechts 300 euro per maand verdiende. Vervolgens merkte Studio Brussel Van Acker op en vroegen ze haar als presentatrice. Ze bleef dit combineren met haar werk voor TMF. Dit was mogelijk omdat alle programma's van TMF toen nog in het weekend in de studio's van TMF Nederland werden opgenomen.
In 2001 maakte ze de overstap naar VT4 waar ze samen met Ernst-Paul Hasselbach het tv-programma Expeditie Robinson mocht presenteren. Het programma werd uitgezonden op VT4 en Net5. In 2004 kwam daar het tv-programma Peking Express bij. Datzelfde jaar tekende Roos een exclusiviteitscontract bij VT4, waardoor ze haar radioactiviteiten moest stopzetten.
Toen in 2004 Expeditie Robinson naar KanaalTwee verkaste, moest Van Acker voor een ander format kiezen. De keuze viel op Terra Incognita dat ze samen met Art Rooijakkers presenteerde. Terra Incognita werd echter een flop op het gebied van kijkcijfers. Wel succesvol was het tweede seizoen van Peking Express: Peking Express: de Himalaya-route, eveneens gepresenteerd met Rooijakkers. Later volgde Peking Express: de Mekong-route.
In 2004 was ze de Vlaamse stem van Mirage in de Pixar-animatiefilm The Incredibles. In 2005 was ze de Vlaamse stem van Cappy in de animatiefilm Robots.
Begin 2006 was Van Acker te zien in een aflevering van het één-spelprogramma Beste vrienden met ex-TMF-vriendin Evi Hanssen. Ze wonnen het spel tegen het duo Tom Van Dyck en Lucas Van den Eynde. Van 24 april 2006 tot eind juni 2006 presenteerde zij elke weekdag van 16 tot 19 uur op Studio Brussel het programma ROOS. Haar comeback naar de radio kwam er omdat Wim Oosterlinck naar Q-Music verhuisde en Peter Van de Veire naar het ochtendblok van de radio verplaatst werd. Zodoende kwam er in de middag dus een gat in de programmering vrij dat Van Acker opvulde. In de zomer van 2006 presenteerde Van Acker de quiz Best of the Best op Studio Brussel. Hierin namen twee groepen het tegen elkaar op in een heuse popquiz. Het programma werd op zondag uitgezonden van 12 tot 13 uur.
In 2007 volgde het vierde seizoen van Peking Express, dat ze opnieuw met Art Rooijakkers presenteerde. Ze werkte ook aan de Vlaamse versie van Onder de Tram, dat ze presenteerde met Hans Otten en komiek Gunter Lamoot.
In 2008 volgde het vijfde seizoen van Peking Express, Peking Express: De Revolutieroute. Ook Getest Op Dieren, de Vlaamse versie van Onder de Tram, werd ook uitgezonden, na een tijdje in de kast gelegen te hebben. In de lente was Van Acker te zien als jurylid in de VT4-talentenjacht Can You Duet?. Begin 2008 was Van Acker ook te zien in het Canvas Verloren land waarin ze op zoek ging naar de geschiedenis van haar grootvader, die naast schrijver en dichter ook verzetsstrijder was in de Tweede Wereldoorlog. In het najaar van 2008 presenteerde Van Acker het programma Keukenrebellen waarin 10 jongeren de kans kregen om een eigen restaurant te starten onder leiding van top-kok Viki Geunes. Roos had als rol een steun en toeverlaat van de jongeren te zijn en de gegeven opdrachten in een leuk jasje te steken. Ze was ook te zien in de videoclip die hoort bij het nummer It's allright van de groep Nailpin.
Begin 2009 deed Van Acker een theatertournee met de voorstelling En Wat Dan?. Hierin werden liedjes gezongen rond het thema afscheid. Eind 2009 presenteerde ze voor VT4 haar eerste studioprogramma, Hole in the wall.
Tijdens de schoolvakanties was Van Acker 's ochtends te horen op Studio Brussel als vervanger van Tomas De Soete. Ze presenteerde dan 'De Ochtend' tussen 6 en 9 uur samen met Steven Lemmens.
Begin 2010 liep Van Ackers exclusiviteitscontract af bij VT4. Van Acker was dus niet meer verplicht enkel voor VT4 te werken. Ze bleef presentatrice bij VT4, maar ging vanaf maart ook aan de slag bij Eén. Daar presenteerde ze de vrijdagavondshow Goeie Vrijdag samen met Sofie Van Moll. Van Acker bleef ook werken voor Studio Brussel.
In 2012 wordt VT4 omgevormd tot VIER. Van Acker kreeg geen plaats op deze zender.
Sinds september 2012 presenteert Van Acker De Afrekening op Studio Brussel. Ze vervangt An Lemmens die bezig was met So You Think You Can Dance, Sterren op de Dansvloer en The Voice van Vlaanderen.
In februari 2013 maakte Van Acker zelf op Studio Brussel bekend dat ze terug aan het repeteren was met de voormalige Belgische band Eden.
Vanaf 14 maart 2013 presenteerde ze Uit de Kast op de zender VTM.
Sinds 2016 geeft ze aan de hogeschool Thomas More Mechelen les in creatieve copywriting in de mediaopleiding.
Sinds januari 2022 presenteerde ze een ochtendprogramma op het digitale kanaal De Tijdloze. Dat jaar ging zij tijdens het middagblok op Studio Brussel in De Tijdloze 12 met luisteraars op zoek naar de beste tijdloze 12 platen rond een bepaald thema.
Jarenlang presenteerde ze eind december de Tijdloze 100 op StuBru.
In 2024 verliet ze de VRT om vanaf augustus dat jaar op Willy te gaan presenteren.

### Pop Poll
Ook in 2007 presenteert Van Acker, samen met Guy Mortier, Humo's Pop Poll. Sinds 2003 won ze meerdere keren de prijsvraag Wie wil u graag eens uit de kleren zien gaan? De week erna stond Van Acker bijna naakt op de cover van Humo. De eerste keer was dat met kokosnoten voor haar borsten (toen nog in haar Expeditie Robinson-periode), de tweede keer met een palmboom tussen haar benen, in 2005 stak ze haar tong uit en in 2006 stond ze op de cover in een innige pose met Gabriel Rios. In 2008 moest Van Acker de trofee echter doorgeven aan Lien Van de Kelder. Van Acker won ook al driemaal de prijs voor Belgische Radiopersoonlijkheid van het jaar.

## Wetenswaardigheden
- Ze werd in 2005 genomineerd voor de Vlaamse versie van De Grootste Belg, maar eindigde buiten de officiële nominatielijst op nr. 285.
- Als artistiek model figureerde ze al verscheidene malen voor de camera van fotograaf Filip Naudts.
- In juli 2008 werd Van Acker media meter van het derde Umicore Solar Team dat in oktober 2009 deelnam aan de World Solar Challenge in Australië.
- Ze is meter van Lumi (de vroegere Holebifoon), een hulp- en informatielijn voor wie vragen heeft over seksuele voorkeur en gender.